# Precendi
Precendi es una aldea de la parroquia de Mian, en el concejo de Amieva, Principado de Asturias, España.
Se encuentra al suroeste de la parroquia, entre las sierras de Vis y de Trexeru, en la orilla derecha del río Sella, a unos 120 metros de altitud sobre el nivel del mar. 
Su población en el año 2005 era de 10 habitantes (4 hombres y 6 mujeres) según el INE, distribuidos en apenas una docena de casas a ambos márgenes de la carretera N-625.
Precendi cuenta con un puente y un viejo molino ya en desuso, así como un viejo canal, del que toma las aguas de una presa cercana. El molino originalmente era de cuatro muelas. Dos de ellas se desmontaron y se cambió su uso a central eléctrica, que durante muchos años sirvió para alumbrar a varios pueblos y cientos de vecinos del concejo. Este cayó en desuso con la llegada más potentes empresas eléctricas.
El paisaje lo conforman el río y la montaña.
Bosque de ribera, castaños de cultivo antiguo en monte común, fincas y prados con plantaciones de manzanos.
Cumbres entre los 600 y los 1100 metros.

## Comunicaciones
La construcción de la Carretera motivó que la influencia de la capital del concejo, Sames, de la que dista 1 km, disminuyera en favor de Precendi y Santillán. Durante un tiempo se convirtió en el punto de caída de Pen, Villaverde, Argolibio, Sames, Carbes, San Román e incluso Amieva.
Con la mejora de las comunicaciones, y la generalización del coche, su influencia se perdió en favor de Cangas de Onís y después de Oviedo.
Así, en la actualidad, la sede del ayuntamiento se encuentra en esta localidad. De aquí parte la carretera a Sames, Carbes, San Román y Amieva-Valle de Angón.
Paralelo al río, por su margen izquierda, discurre el Camín de la reina, que procedía de Cangas de Onís, a través del puente de los Grazos, y comunica con Argolibio. Recibe también el Ramal de Pen y Villaverde, a través del precioso arroyo de Pen, aún transitable.
No muy lejos discurría también el camino a Castilla, conocido como Senda del Arcediano.

## Etimología
Precendi, es nombre antiguo, que sin duda tiene que ver con el río Sella y su desfiladero. En efecto, en la zona de Precendi, confluyen los ríos Sella -Salía- y Ponga, y el Sella termina aquí su desfiladero (Desfiladero de los Beyos).
Santillán, unos metros más abajo, es sin duda un nombre más moderno -Sant Illán (San Julián)-
- Datos: Q9062154